# Dubivți, Halîci
Dubivți (în ucraineană Дубівці) este o comună în raionul Halîci, regiunea Ivano-Frankivsk, Ucraina, formată numai din satul de reședință.

## Demografie
Componența lingvistică a comunei Dubivți
     Ucraineană (99,81%)
     Alte limbi (0,2%)
Conform recensământului din 2001, majoritatea populației comunei Dubivți era vorbitoare de ucraineană (99,81%), existând în minoritate și vorbitori de alte limbi.